# Maryamin, Idlib
Mreimin (tiếng Ả Rập: مريمين) là một ngôi làng ở tỉnh Idlib. Về mặt hành chính, ngôi làng thuộc về Nahiya Darkush ở quận Jisr al-Shughur. Trong cuộc điều tra dân số năm 2004, Mreimin có dân số năm 1923.